# Lyle Stevik
Lyle Stevik est le faux nom utilisé par un homme non identifié qui s'est suicidé par pendaison en 2001 dans un motel à Amanda Park dans l'État de Washington aux États-Unis. 
Il pourrait s'agir de Christian Emiliano Lacunza (même si la famille préfère que son identité ne soit pas révélée). Des témoins ont vu l'homme dans les jours précédant sa mort. Il s'est enregistré au motel au nom de Lyle Stevik, qui est aussi le nom d'un personnage dans You Must Remember This (en), un roman de Joyce Carol Oates.

## Circonstances
Stevik s'est enregistré au motel après être arrivé en bus. La réceptionniste a cru qu'il était peut-être Canadien, à cause de son accent. Quand il a fourni ses coordonnées dans le cadre de sa réservation, il a fourni comme adresse personnelle l'adresse d'un autre hôtel, un Best Western à Meridian en Idaho. Les enquêteurs ont contacté cet hôtel, mais aucun des employés n'a reconnu le défunt.
Des témoins l'ont vu faisant les cent pas au bord d'une route près du motel, mais il demeure incertain s'il le faisait avant ou après son enregistrement au motel. Il a demandé (et bien reçu) une chambre alternative après s'être plaint que la chambre qui lui était assignée d'abord était trop bruyante.
Certaines théories estiment qu'il a utilisé le nom d'un personnage dans le roman You Must Remember This de Joyce Carol Oates,, dans lequel le personnage (dont le nom s'écrit « Stevick ») a fait une tentative de suicide.

## Mort
Son corps a été découvert le lendemain de son arrivée au motel (malgré un rapport initial erroné qui constatait qu'il a fallu plus d'un jour pour le retrouver). Il avait utilisé sa ceinture pour se pendre dans une armoire. La ceinture a été maintenue en place par la barre porte-cintres. Il a laissé de l'argent pour payer la nuit, ainsi qu'une note qui portait un seul mot : « Suicide »,. Lors de la découverte de son corps, les enquêteurs ont remarqué que l'homme avait fermé les stores et utilisé des oreillers pour doubler l'intérieur de l'armoire dans laquelle il s'est pendu. Sur le chevet, il avait laissé une note contenant 160 dollars en billets de 20 dollars et portant les mots « For the room » (« Pour la chambre »). Certains estiment qu'il s'est suicidé à cause de la dépression ou d'une maladie mortelle, mais il n'y avait aucune signe de la maladie,.
Il est également possible que l'homme venait d'un pays non anglophone : un enquêteur a constaté qu'il paraissait que Stevick « vérifiait s'il pouvait écrire correctement le mot suicide », puisqu'une feuille de papier a été trouvée dans une poubelle. Il n'avait aucun bagage ; il n'avait qu'une brosse à dents et du dentifrice. Il portait une chemise à carreaux bleue par-dessus un tee-shirt gris, un jean bleu et des bottines noires. Il a payé à la réception pour une nuit, mais il a dit qu'il avait prévu de rester « encore quelques jours »,.

## Autopsie
Stevik avait la peau claire, mais il est possible qu'il était amérindien ou hispanique parce qu'il avait des cheveux noirs et des yeux noisette. Le coroner a également estimé qu'il était peut-être d'origine africaine. Stevik avait reçu des soins dentaires, puisque ses dents présentaient des signes de traitement avec un appareil orthodontique. Il avait une vieille cicatrice résultant d'une appendicectomie. Il avait un grain de beauté sur son menton et ses lobes d'oreille étaient attachés. Il avait aussi perdu beaucoup de poids, possiblement jusqu'à 18 kg. Le pathologiste est arrivé à cette conclusion après avoir remarqué que le jean de Stevik était grand par rapport à sa taille corporelle. Lors de sa mort, il avait entre 20 et 30 ans, sa date de naissance estimée est entre 1971 et 1981. Cependant, il est possible qu'il était aussi âgé de 35 ans, ce qui augmenterait cette estimation à 1966.

## Enquête
Vu que Stevik a été retrouvé très peu de temps après sa mort, les enquêteurs ont très facilement obtenu ses empreintes digitales, ses caractéristiques dentaires et son ADN. Ces identifiants ont été ajoutés aux bases de données internationales, y compris CODIS, mais aucune correspondance n'a été trouvée. On estime qu'il a voyagé depuis Port Angeles ou Aberdeen, parce que les bus arrivant à Amanda Park ce jour-là sont venus de ces deux villes. Néanmoins, aucun des deux conducteurs de bus ne l'a reconnu.
En avril 2007, Stevik était le « Profil du mois » pour « Missing from the Circle » (« Disparus du cercle »), une initiative du service public lancée par Lamar Associates (une organisation basée à Washington, D.C. qui donne des conseils aux autorités policières) pour aider à résoudre des affaires d'autochtones disparus ou non identifiés.
En 2018, deux généalogistes génétiques du projet DNA Doe, Colleen M. Fitzpatrick et Margaret Press, ont téléchargé des profils ADN dans GEDmatch pour tenter de relier l'homme non identifié à des personnes vivant au Nouveau-Mexique et en Idaho.
Le 8 mai 2018, le bureau du shérif de Grays Harbor a annoncé que Lyle Stevik avait été identifié grâce à une analyse d'ADN et à une comparaison avec des parents génétiques, réalisée par le DNA Doe Project, en collaboration avec Aerodyne et Full Genomes Corporation. Il venait du comté d'Alameda, en Californie, et avait 25 ans au moment de son décès. Le bureau du shérif du comté de Grays Harbour a informé la famille de l'homme, qui le croyait encore vivant et pensait qu'il ne voulait pas s'associer à sa famille. Sa famille avait une série de ses empreintes digitales qui ont été prises à l'école primaire, dans le cadre d'un programme d'identification des enfants. Le département du shérif a comparé celles-ci aux empreintes post-mortem prises en 2001 et a fait une identification positive. Pour protéger sa vie privée, sa famille a choisi de ne pas l'identifier publiquement.